# Trinomys dimidiatus
Espèce
Synonymes
- Proechimys dimidiatus (Günther, 1877)

Statut de conservation UICN

 LC  : Préoccupation mineure
Trinomys dimidiatus est une espèce de mammifères rongeurs de la famille des Echimyidae qui regroupe des rats épineux originaires d'Amérique latine.

## Liens externes

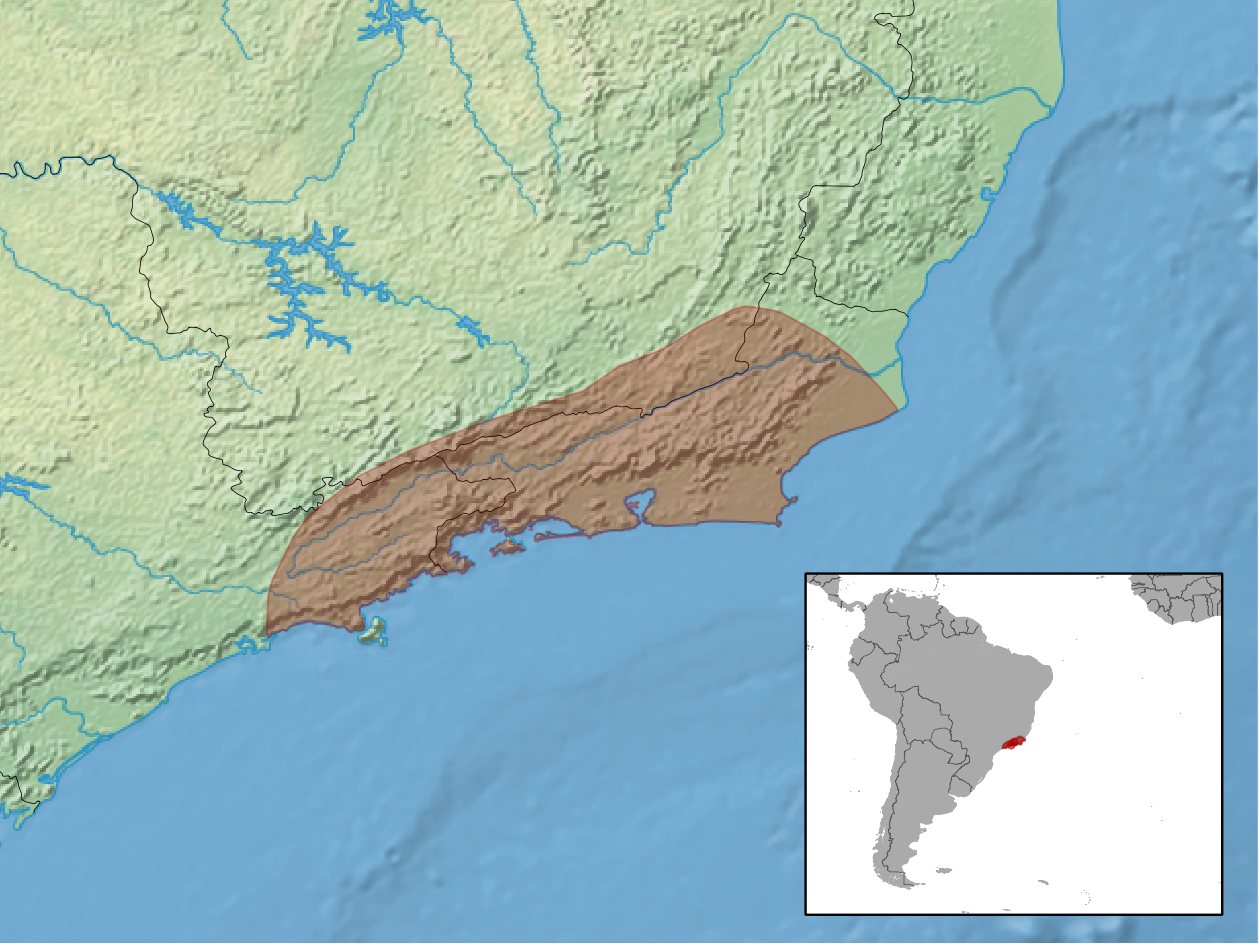
Répartition de l'espèce.